# Namco Tales Studio
Namco Tales Studio, Limited (株式会社ナムコ・テイルズスタジオ Kabushiki-gaisha Namuko Teiruzu Sutajio?) fue una compañía de desarrollo de videojuegos fundada en marzo del 2003. Namco Tales Studio originalmente se llamaba Wolfteam, pero cuando la compañía Telenet Japan vendió parte de sus acciones de la compañía Wolfteam, Namco se volvió la propietaria completa de esta, Namco renombro a la compañía para ayudar a fortelecer su marca. Así como el nombre lo indica, Namco Tales Studio es la compañía que se encarga de desarrollar la serie de juegos de Tales of, tarea de la cual Wolfteam se encargaba desde un principio.
Con el paso del tiempo Namco posee 60% de las acciones de la compañía, Telenet Japan/Kazuyuki Fukushima retuvo un 34%, y el director de la serie de Tales of, Eiji Kikuchi recibió un 6%. (Kikuchi, quien era el director del departamento de desarrollo de Telenet por 10 años, dejó Telenet para dirigir el nuevo equipo de tiempo completo. El 1 de abril del 2006, la nueva compañía Namco Bandai compró a Telenet Japan las acciones que ellos poseían de Namco Tales Studio, cortando toda relación del equipo desarrollador con Telenet, y haciendo que Namco obtuviera el 94% de las acciones de esta.
Namco Tales Studios continúa siendo la compañía desarrolladora de la serie de Tales of, con excepción de Tales of Legendia. 

## Juegos desarrollados
| Tales of Phantasia                                            | 2003/2006 | Game Boy Advance, PlayStation Portable |
| Tales of Symphonia                                            | 2003/2004 | Nintendo GameCube, PlayStation 2       |
| Tales of Rebirth                                              | 2004/2008 | PlayStation 2, PlayStation Portable    |
| Tales of Eternia                                              | 2005/2006 | PlayStation Portable                   |
| Tales of the Abyss                                            | 2005/2006 | PlayStation 2                          |
| Tales of the Tempest                                          | 2006      | Nintendo DS                            |
| Tales of Destiny (Director's Cut)                             | 2006/2008 | PlayStation 2                          |
| Tales of Symphonia: Dawn of the New World                     | 2008      | Wii                                    |
| Tales of Vesperia                                             | 2008/2009 | Xbox 360, PlayStation 3                |
| Tales of Hearts                                               | 2008      | Nintendo DS                            |
| Tales of Graces                                               | 2009      | Wii, PlayStation 3                     |
| Keroro RPG: The Knight, the Samurai, and the Legendary Pirate | 2010      | Nintendo DS                            |
| Notas: 1.                                                     |           |                                        |